# Euphorbia bayeri
Euphorbia bayeri es una especie fanerógama perteneciente a la familia Euphorbiaceae. Es endémica de Sudáfrica.

## Descripción
Es un pequeño arbusto suculento y perennifolio con tallo que alcanza un tamaño de 8 - 12 cm de altura a una altitud de 20 - 150 m en Sudáfrica.

## Taxonomía
Euphorbia bayeri fue descrita por Leslie Charles Leach y publicado en South African Journal of Botany 54(6): 539–540, f. 1–2. 1988.
Etimología
Euphorbia: nombre genérico que deriva del médico griego del rey Juba II de Mauritania (52 a 50 a. C. - 23), Euphorbus, en su honor – o en alusión a su gran vientre – ya que usaba médicamente Euphorbia resinifera. En 1753 Carlos Linneo asignó el nombre a todo el género.
bayeri: epíteto otorgado en honor del botánico sudafricano Martin Bruce Bayer.